# Viménil
Viménil é uma comuna francesa na região administrativa do Grande Leste, no departamento de Vosges. Estende-se por uma área de 8.05 km². Em 2010 a comuna tinha 252 habitantes (densidade: 38,1 hab./km²).